# Gach

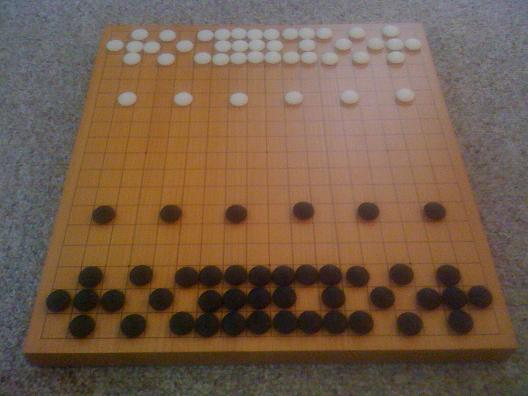
Startposition bei Gach.

Gach ist ein strategisches Brettspiel mit Schach-ähnlichen Regeln, das auf einem Go-Brett und mit Go-Steinen gespielt wird.

## Geschichte
Gach wurde von acht Studenten des „Rätsel- und Spiele-Rings der Archimedischen Mathematik-Gesellschaft“ (Puzzles and Games Ring of the Archimedeans Mathematics Society) an der Universität Cambridge als Gess (Ein Kunstwort aus Go und Chess) erfunden. Die Regeln wurde zum ersten Mal 1994 schriftlich von Paul Bolchover in der Zeitschrift Eureka in Großbritannien festgehalten. Es versteht sich als Schachvariante auf einem Go-Brett. In Deutschland wurde es zum ersten Mal als Gach (Go und Schach) durch Ian Stewart im Mai 1995 in einer Ausgabe der Spektrum der Wissenschaft beschrieben.

## Spielregeln

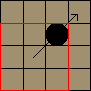
Diese Spielfigur darf sich um bis zu 3 Felder nach rechts oben bewegen

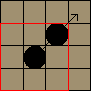
Diese Spielfigur darf sich beliebig weit nach rechts oben bewegen

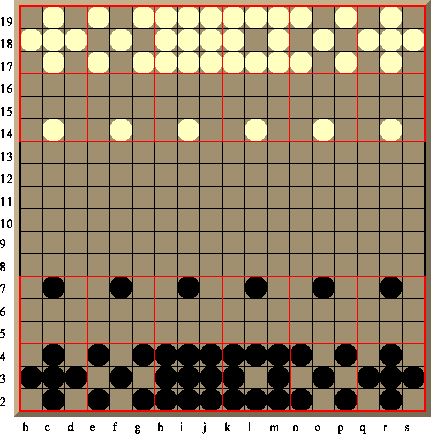
Grundstellung beim Gach

### Spielziel
Ziel des Spiels ist es alle gegnerischen Ringe (vgl. Schachkönig) zu zerstören.

### Spielfigur
Eine Spielfigur besteht aus einem 3×3 Felder großen Quadrat, in dem sich mindestens ein eigener Stein, jedoch kein gegnerischer Stein befindet. Dieses Gebiet wird Fußabdruck der Figur genannt; es darf sich auch teilweise außerhalb des Bretts befinden und muss nur mindestens ein Feld des Bretts überlappen.
Die Position der Steine im Quadrat beschreibt die Zugmöglichkeiten der Figur. Sie darf sich jeweils in die Richtung bewegen, die im Quadrat mit einem Stein belegt ist.
Die mittlere Position gibt die Zuglänge vor. Ist diese Position besetzt, darf die Figur beliebig viele Felder weit ziehen. Ist sie unbesetzt, darf die Figur nur bis zu 3 Felder weit ziehen.
Eine Figur kann teilweise, aber nicht komplett das Spielfeld verlassen. Nach einem Zug muss sich die mittlere Position einer Figur also immer auf einer Linie im Bereich von a bis t und einer Spalte von 1 bis 20 befinden.

### Verlust von Spielsteinen
Eine Spielfigur darf sich höchstens so weit bewegen, bis ihr Fußabdruck mit mindestens einem Feld einen Stein überdeckt. Alle vom Fußabdruck (nicht nur von Spielsteinen) der gezogenen Figur bedeckten Steine werden vom Spielfeld entfernt. Es ist also – im Gegensatz zu Schach – erlaubt, eigene Steine zu schlagen.

### Spielablauf
Es wird abwechselnd gezogen und es besteht Zugpflicht. Man muss immer einen Zug machen, der die Anordnung der Steine auf dem Brett verändert. Schwarz macht den ersten Zug.
Das Spiel endet, wenn ein Spieler keinen Ring mehr hat. Wenn der ziehende Spieler selbst seinen letzten Ring zerstört, verliert er, oder praktisch gleichbedeutend: man darf nicht seinen letzten Ring zerstören (man hat immer einen Zug, der einen eigenen Ring erhält). Wenn anderenfalls der Gegner nach dem Zug keinen Ring mehr hat, gewinnt der ziehende Spieler.

### Grundaufstellung

#### Allgemein
Es wird auf einem Go-Brett mit 19 horizontalen und 19 vertikalen Linien gespielt. Die Steine werden auf die von den Linien begrenzten Felder gesetzt, und nicht wie beim Go auf die Schnittpunkte der Linien. Das Brett hat somit 18×18 Felder.
Jeder Spieler hat zu Beginn 43 Steine. Deren Grundaufstellung bildet Figuren, die denen des Schach entsprechen. Auf den hintersten und vordersten drei Reihen befinden sich, aus Blickrichtung Schwarz von links nach rechts aus gesehen:
Turm – Läufer – Dame – Ring (König) – Läufer – Turm
Davor befinden sich jeweils 6 Bauern.

#### Beschreibung der Figuren
- Symbolisch durch eine Zeichnung:

Hierbei werden in einem 3×3 Felder großen Quadrat die Felder geschwärzt, die mit Steinen belegt sind.
Beispiel:
Läufer = 
- Numerisch durch 3 oktale Zahlen

Hier beschreibt eine Zahl des Achterzahlensystems (eine Stelle) eine Reihe der Spielfigur.
Beispiel:
Der Ring hat den Figurcode „7-5-7“.
Dieser ergibt sich durch binäres Kodieren der Steinpositionen. Die erste Reihe enthält jeweils einen Stein, entspricht also 111 binär bzw. 7 oktal. Die zweite Reihe enthält einen Stein auf der ersten und letzten Position (101 binär = 5 oktal) und die dritte Reihe enthält wiederum auf jeder Position einen Stein (= 7oktal).

#### Ring

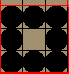
Der Ring bei Gach

Der Ring ist die wichtigste Figur beim Gach. Sie entspricht dem König im Schach. Sie besteht aus 8 Spielsteinen, welche ringförmig um das Zentrum des Fußabdrucks angeordnet sind. Er kann sich also in alle Richtungen, allerdings nur um höchstens 3 Felder bewegen.
In der Grundstellung ist ein Ring vorhanden. Seine Position befindet sich bei Schwarz in der rechten mittleren Position, bei Weiß in der linken mittleren Position.

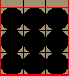
Die Dame bei Gach

- Figurcode: 7-5-7

#### Dame
Die Dame ist die mächtigste Figur auf dem Spielfeld. Sie besteht aus 9 Spielfiguren, welche alle Positionen des Fußabdrucks bedecken. Sie kann sich beliebig weit, sowohl horizontal wie vertikal, als auch diagonal bewegen (vgl. Dame (Schach)).
In der Grundstellung ist eine Dame vorhanden. Sie befindet sich bei Schwarz links vom Ring, bei Weiß rechts vom Ring.

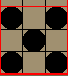
Der Läufer bei Gach

- Figurcode: 7-7-7

#### Läufer
Die Läufer bestehen aus 5 Spielsteinen, welche in den 4 Ecken des Fußabdrucks, sowie in dessen Zentrum angeordnet sind. Sie können sich somit diagonal beliebig weit über das Spielfeld bewegen, ähnlich dem Läufer im Schach.
In der Grundstellung sind zwei Läufer vorhanden. Diese befinden sich links und rechts von Dame und Ring.

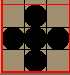
Der Turm bei Gach

- Figurcode: 5-2-5

#### Türme
Die Türme bestehen aus 5 Spielsteinen, welche wie ein Kreuz im Fußabdruck angeordnet sind. Sie können sich also ähnlich dem Turm im Schach horizontal und vertikal beliebig weit auf dem Spielfeld bewegen.
In der Grundstellung sind zwei Türme vorhanden. Sie befinden sich links und rechts am Rande des Spielfeldes.
- Figurcode: 2-7-2

#### Bauern

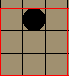
Der Bauer bei Gach

Als Bauer bezeichnet man eine Spielfigur, welche nur im mittleren oberen Quadrat einen Stein hat. Sie kann sich also nur um 3 Felder nach vorne bewegen, ähnlich einem Bauern im Schach.
In der Grundstellung sind 6 Bauern vorhanden. Diese befinden sich jeweils vor den oben genannten Figuren.
- Figurcode: 2-0-0

#### Anmerkung
Es ist nicht vorgeschrieben, sich bei der Eröffnung an die Einteilung der Grundfiguren zu halten. Man kann jedes 3×3 Quadrat, in dem nur eigene Steine sind, als Figur auffassen und entsprechend ihrer Steine-Anordnung bewegen. Es ist z. B. möglich, eine Spielfigur zu bilden, welche zu zwei Dritteln aus dem linken Turm und zu einem Drittel aus dem linken Läufer besteht. Diese Figur könnte sich dann diagonal sowie nach links beliebig weit bewegen, in der Grundstellung allerdings nur einen Schritt weit, da dann bereits Steine vom Fußabdruck der Figur überdeckt werden.
Theoretisch wären 512 Figuren möglich. Jedoch sind die beiden möglichen Figuren 0-0-0  und 0-2-0  im Spiel nicht möglich, da sie keinerlei Richtungssteine enthalten. Somit bleiben 510 verschiedene Figuren übrig, von denen jedoch viele durch Drehungen und Spiegelungen aus anderen hervorgehen. So kann ein einzelner Stein (Bauer), bei genügend Freiraum um seine Position, sich in jede beliebige Richtung bewegen. Hierzu muss nur der Mittelpunkt des Fußabdruckes unterschiedlich gewählt werden. Er entspricht also 8 verschiedenen „Figuren“.

### Zusammenfassung der Regeln
Die beiden Spieler ziehen abwechselnd. Es besteht Zugpflicht. Zunächst wählt man ein 3×3-Quadrat (Fußabdruck). Dieses darf nur eigene Steine enthalten. Mindestens einer davon muss sich am Rand des Quadrates befinden. Nur mindestens ein Feld des Quadrates muss sich auf dem Spielfeld (18×18 Felder) befinden. Dieses Quadrat wird, mitsamt der enthaltenen Steine, in eine Richtung verschoben, in der sich ein Stein am Rand des Quadrates, relativ zu dessen mittlerem Feld, befindet. Ist das mittlere Feld besetzt, darf man beliebig weit schieben, sonst höchstens drei Felder weit. Das Quadrat darf höchstens soweit gezogen werden, bis es einen anderen Stein überlappt, oder bis das mittlere Feld des Quadrates vom Brett geschoben wird (es also Linie a oder t bzw. Spalte 1 oder 20 erreicht). Die überlappten oder vom Brett geschobenen eigenen und gegnerischen Steine werden geschlagen. Verlierer des Spiels ist derjenige Spieler, der keinen Ring mehr besitzt, das ist ein 3×3-Quadrat mit acht Steinen des betreffenden Spielers und einem freien Mittelfeld.

## Notation
Die Spielnotation einer Gach-Partie ähnelt der einer Schach-Partie.
Von links nach rechts (von Schwarz aus gesehen) sind die Linien von b bis s bezeichnet. Von unten nach oben sind die Reihen mit 2 bis 19 bezeichnet. Als Zug wird die Position der Mitte des Fußabdrucks zu Beginn und zu Ende des Zuges notiert, verbunden mit einem „-“. Da die Mitte des Fußabdrucks zu Beginn des Zugs außerhalb des Bretts sein kann, wird das Brett um gedachte Randlinien (mit a und t bezeichnet) und um Randreihen (1 und 20) erweitert.
Beispiel für einen Spielanfang:
| 1. | i6 – i9  | i15 – i12 |
| 2. | h9 – i10 | m15 – j12 |
| 3. | i3 – i10 | i18 – i12 |